# Газогідратний поклад

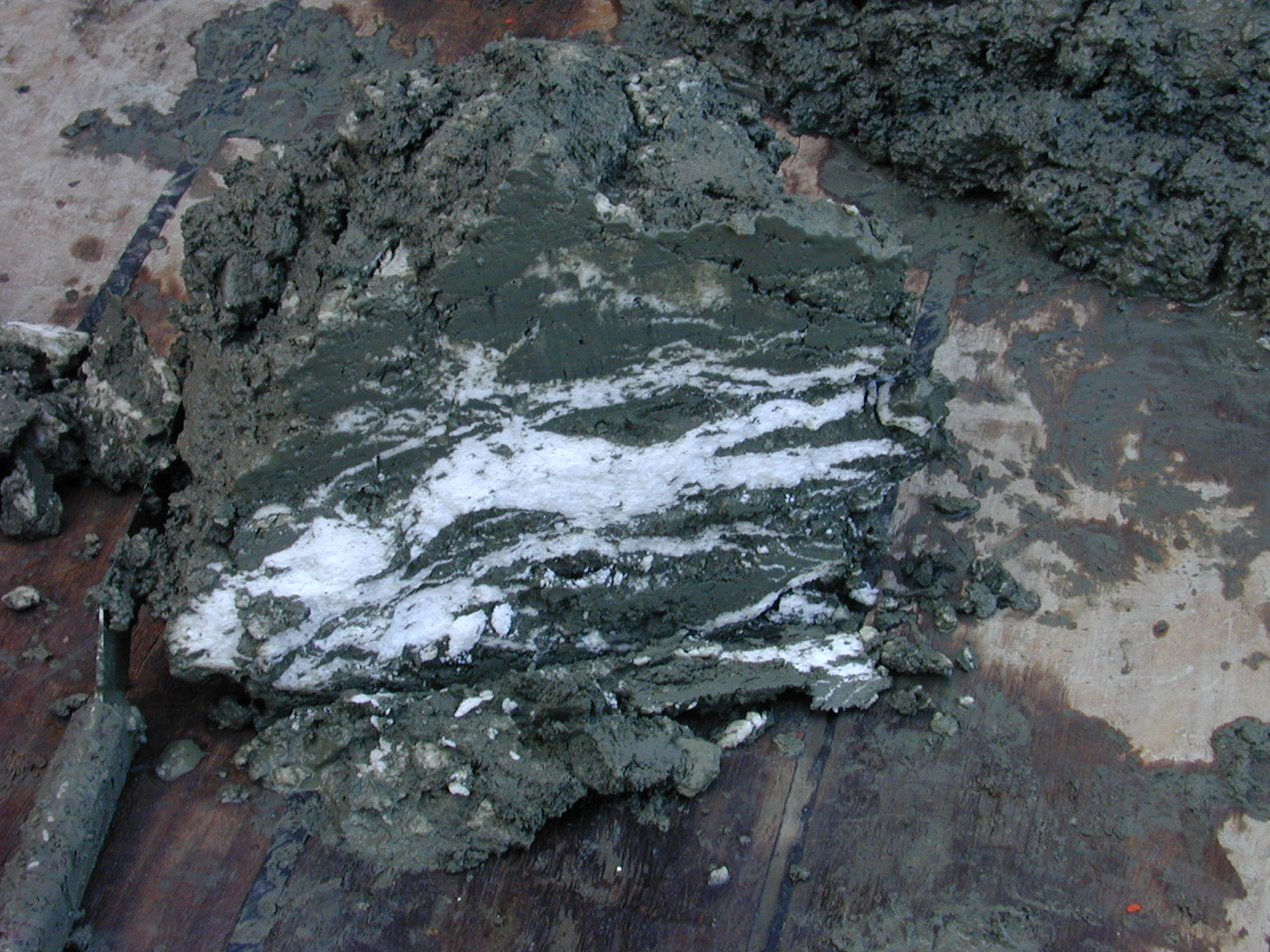
Газовий гідрат в осадовій породі.

Газогідратний поклад (англ. gas-hydrate deposit; нім. Erdgashydratlager n) — поодиноке скупчення в осадовому чохлі земної кори гідратів вуглеводневих газів. Газогідратний поклад в природному заляганні є тілом пласта, який складається з двох фаз — твердої фази — скелета породи, що вміщає і газовий гідрат у вигляді льоду, що заповнює поровий простір. При розкладанні газового гідрату, в системі з'являється газова фаза вільного газу і звільнена вода.

## Загальна характеристика
Характеризується дуже низькою їх рухливістю навіть при наявності активної міграції пластових вод. Знизу газогідратний поклад контактує з підошовною водою, газоконденсатним або нафтовим покладом, зверху — з газовим покладом, газонепроникними пластами, а в акваторії океану — з водою.
Інтенсивність формування або руйнування газогідратних покладів визначається швидкістю зміни термодинамічних умов в розрізі осадових порід, наявністю вільних вуглеводнів у зоні фазових переходів, величиною газонасиченості пластових вод, які контактують із зоною фазових переходів і швидкістю їх міграції. В акваторії Світового океану газогідратні поклади формуються в природній частині осадового чохла з газів, які ґенеруються безпосередньо в зоні гідратоутворення (ЗГ), а також з газів, які мігрують в ЗГ з нижніх пластів і пластових вод, що контактують із ЗГ.
Поклади характеризуються відносно невеликою товщиною (до 100–400 м) і більшою поширеністю по площі (близько 320 млн км²). У екваторіальній зоні виявлені на глибині 400–600 м, в арктичних морях — починаючи з глибини 100–250 м. Газогідратні поклади на материках приурочені до охолоджених зон земної кори, формуються, як правило, з покладів вільного газу при зміні їх термодинамічних параметрів, характеризуються відносною локалізацією і великою товщиною, яка відповідає товщині ЗГ 700–1500 м. Нижче газогідратних покладів можуть знаходитися нафтові або газові поклади. Загальна площа суші, перспективна для формування газогідратних покладів, близько 40 млн км². Ресурси метану в газогідратах оцінюються до 85 % від всіх світових ресурсів природного газу. Але розвіданість ресурсів гідратів метану на межі початок XXI ст. ще досить фрагментарна.
Пошуки і розвідка газогідратних покладів на суші можуть проводитися стандартними промислово-геофізичними методами, на морі — сейсмоакустичними (частоти 0,1–10 кГц) і геохімічними методами. Розробка газогідратних покладів здійснюється через свердловини газу, переведеного у вільний стан підвищенням температури вище рівноважної введенням каталізаторів розкладання гідратів, а також електричними, акустичними, термохімічними та іншими методами впливу на пласт.

## Типи відкладів газових гідратів (за Е.Максимовою, НГУ, Дніпро)
- I тип: масивні поклади газових гідратів, зцементованих піщано-мулистими і глинистими мулами
- II тип: жильні структури, що містять гідрати в тріщинах.
- III тип: лінзово-шаруватий поклад
- IV тип: порфироподібний поклад
- V тип: Брекчієва структура
- VI тип: газовий гідрат залягає суцільним масивом, виступаючим як самостійний породотвірний мінерал

Породи, що вміщають газові гідрати, в залежності від глибини і положення дна океану, складені теригенними і карбонатними гірськими породами, зцементовані алевроліти — глинистим матеріалом. Поровий простір являє собою складну систему сполучених порожнин з окремими наскрізними, або тупиковими поровими каналами.